# Christoph Gottfried Bardili
Christoph Gottfried Bardili (Blaubeuren, 18 de maio de 1761 – Mergelstetten, Heidenheim an der Brenz, 5 de junho de 1808) foi um filósofo alemão e primo de Friedrich Wilhelm Joseph von Schelling, com o qual ele compartilhou os primeiros estágios de desenvolvimento. Foi crítico do idealismo kantiano e propôs seu próprio sistema de filosofia conhecido como realismo racional, uma visão baseada puramente em "pensamento como pensamento".

## Biografia
Bardili nasceu em Blaubeuren, no Ducado de Württemberg. Depois de aulas particulares, frequentou as escolas do mosteiro em Denkendorf e Blaubeuren por dois anos, de 1774 a 1778. Em 1778 transferiu-se para o mosteiro protestante de Tübingen e dedicou-se aos estudos científicos, filosóficos e teológicos. Em 1783 se tornou vigário em Kirchheim, mas depois continuou seus estudos de filosofia. Em 1787 foi para a Universidade de Göttingen. Ele voltou em 1789 e tornou-se um assistente de filosofia no mosteiro de Tübingen.
Em 1790, Bardili aceitou o cargo de professor de filosofia na Hohe Karlsschule em Stuttgart e lá permaneceu até o seu fechamento em 1794. Ele então se tornou professor do ensino médio no Gymnasium Illustre de Stuttgart e ficou lá até sua morte.
Seu trabalho filosófico, que é amplamente moldado pela discussão com Immanuel Kant, foi trazido de uma forma mais tangível por Carl Leonhard Reinhold.
Seu sistema teve pouca influência na Alemanha. No entanto, em alguns aspectos, suas ideias abriram caminho para as especulações posteriores de Schelling e Hegel. Ele discordou fortemente da distinção kantiana entre matéria e forma de pensamento, e insistiu que a filosofia deveria considerar apenas o pensamento em si mesma, o pensamento puro, a base ou possibilidade de ser. O princípio fundamental do pensamento é, segundo ele, a lei da identidade; o pensamento lógico é o pensamento real. A matéria sobre a qual o pensamento operou é em si mesma indefinida e se torna definida pela ação do pensamento. Bardili elaborou sua ideia de uma maneira unilateral. Ele sustentava que o pensamento em si não tem poder de desenvolvimento e, por fim, reduziu-o à computação aritmética.

## Obras selecionadas
- Observationes physicae, praesertim meteorologicae, 1780.
- Ueber die Entstehung und Beschaffenheit des ausserordentlichen Nebels in unseren Gegenden im Sommer 1783, 1783.
- Epochen der vorzüglichsten philosophischen Begriffe, 2 volumes, 1788.
- Gibt es für die wichtigsten Lehren der theoretischen sowohl als der praktischen Philosophie, 1791.
- Sophylus oder Sittlichkeit und Natur als Fundamente der Weltweisheit, 1794.
- Allgemeine praktische Philosophie, 1795.
- Ueber den Ursprung des Begriffs von der Willensfreiheit, 1796.
- Briefe über den Ursprung der Metaphysik überhaupt, 1798.
- Grundriss der ersten Logik, 1800.
- Philosophische Elementarlehre, 2 volumes, 1802–1806.
- Beiträge zur Beurtheilung des gegenwärtigen Zustandes der Vernunftlehre, 1803.
- Briefwechsel über das Wesen der Philosophie und das Unwesen der Speculation, 1804.